# Каменки (Тернопольская область)
Каменки (укр. Кам'янки) — село в Подволочисской поселковой общине Тернопольского района Тернопольской области Украины.
До 2020 года входило в Подволочисский район.
Население по переписи 2001 года составляло 1492 человека. Почтовый индекс — 47840. Телефонный код — 3543.